# Dirce chrześcijańska
Dirce chrześcijańska – wielkoformatowy obraz olejny polskiego malarza akademickiego Henryka Siemiradzkiego.
Dzieło zostało ukończone w Rzymie w 1897, wystawiano je m.in. w Petersburgu, gdyż malarz liczył, że zostanie zakupione przez Galerię Tretiakowską. Ostatecznie do transakcji nie doszło, po śmierci artysty wdowa ofiarowała obraz Towarzystwu Przyjaciół Sztuk Pięknych w Warszawie. Obecnie Dirce znajduje się w zbiorach Muzeum Narodowego w Warszawie.

## Opis obrazu
Siemiradzki przedstawił scenę rozgrywającą się na arenie rzymskiego amfiteatru cesarza Nerona. W centrum kompozycji ukazany został martwy, potężny byk z przywiązanym do niego ciałem zamordowanej kobiety. Ciało męczennicy jest nagie i wyidealizowane, wbrew logice nie nosi na sobie żadnych śladów obrażeń (z wyjątkiem otarć od sznurów). Z lewej strony stoi otyły Neron w otoczeniu dworzan, zaś z prawej czarnoskórzy niewolnicy z lektyką i grupa gladiatorów, którzy brali udział w widowisku.
Kompozycja oparta jest na diagonalach (liniach ukośnych), które skupiają uwagę oglądającego na centralnej części obrazu i sprawiają, że widz odnosi wrażenie uczestniczenia w przedstawionej scenie. Malarz skupił się na perfekcyjnym przedstawieniu szczegółów wykwintnych strojów, detali architektonicznych, bogactwa i przepychu. Nadmierna estetyzacja całej kompozycji kontrastuje z bezuczuciowym ukazaniem postaci, których obojętność i teatralne upozowanie kontrastuje z tematem obrazu.

## Odbiór i nawiązania
Dirce chrześcijańska to typowe dzieło akademickie, świadczy o tym zarówno tematyka, jak i perfekcyjne użycie perspektywy, idealizacja postaci ludzkich i dbałość o szczegóły. Źródło inspiracji ujawnił sam Henryk Siemiradzki: Natchnął mnie tą myślą Renan swoim „Antychrystem”, w którym na podstawie autorów rzymskich opowiada, że chrześcijanki będące Rzymiankami skazywano na śmierć przez przywiązanie do byka, który goniony przez gladiatorów stawał się w końcu ich pastwą, wraz z ludzką ofiarą męczeństwa.
Obraz cieszył się znaczną popularnością, którą zapewniał temat męczeństwa pierwszych chrześcijan i nawiązania do mitologii greckiej. Ponadto rok wcześniej wydano w Krakowie Quo vadis Henryka Sienkiewicza, z którym obraz był wiązany.
Obraz interpretowano też jako alegorię męczeństwa narodu polskiego.
Dziełem Siemiradzkiego o podobnej tematyce są namalowane 20 lat wcześniej Pochodnie Nerona.

### Krytyka
Postępowi krytycy sztuki, m.in. Stanisław Witkiewicz, zarzucali malarzowi brak ekspresji postaci, ich teatralność i sztuczność. Zwracano uwagę, że pod przykryciem wirtuozerii technicznej artysty, egzotyki i przepychu przemycono chwytliwe przesłanie dla mało wyrafinowanego widza, mianowicie erotyzm i przemoc.
Krytycy wpłynęli znacząco na zainteresowanie płótnem. Po latach natrafiono na ślady, które potwierdzają te twierdzenia. Zachowała się fotografia zamówiona przez Siemiradzkiego i wykonana w rzymskiej rzeźni. Malarz wykorzystał nie tylko widok martwego zwierzęcia, ale także zaadaptował do swoich potrzeb sylwetki rzeźników i przypadkowych gapiów, które po „ubraniu” w bogate stroje stały się częścią jego obrazu. Ludzkie modele zostały potraktowane przez malarza jak manekiny, których często używał podczas tworzenia swoich dzieł. Uwidacznia się to według krytyków także w braku emocji na twarzach wszystkich świadków zdarzenia.
Władysław Witwicki zauważył, że dzieło Siemiradzkiego przedstawia dramat, któremu trzeba szaty groźnej, by przerażała, by widz oczu od punktu środkowego akcji nie mógł oderwać, tymczasem twórca ... dramat ten kazał grać kilkunastu osobom, typowym dzieciom swego talentu. Wlał w nich spokój wielki i dał im niezbyt silne i niezbyt wyraźne uczucia .... Według Witwickigo wprawdzie przed obrazem można nawet rozkosznie czas spędzać, ale wtedy nie działa na nas piękno całości, nie robi na nas wrażenia dzieło, ale podobają się nam szczegóły i zachwycają nas głowy, ciała, marmury, złocenia, kwiaty, rogi, kamienie, hafty i jedwabie, ale nie mówi do nas dramat chwili, jakiegośmy się mieli prawo spodziewać wnosząc po tytule. Ponadto Witwicki zgłosił uwagi do niektórych detali, np. zarzucił Siemiradzkiemu zbyt dokładne „wycyzelowanie” lektyki pomimo jej oddalenia oraz niezachowanie pewnych proporcji: ... jak nieproporcjonalnie mały jest ten gladiator w złotym szyszaku i dwaj obok niego trębacze.